# Gary Holmes
Gary Holmes (ur. 10 listopada 1965 w Georgetown) – kanadyjski zapaśnik w stylu wolnym. Dwukrotny olimpijczyk. Szósty w Barcelonie 1992, odpadł w eliminacjach w Seulu 1988 w kategorii 74 kg.
Czterokrotny uczestnik mistrzostw świata, jedenasty w 1998. Trzeci w Pucharze Świata w 1991; piąty w 1989. Zdobył srebrny medal na igrzyskach panamerykańskich w 1999 i brązowy w 1987. Dwa medale na mistrzostwach panamerykańskich, srebro w 1989. Zwyciężył na Igrzyskach Wspólnoty Narodów w 1986. Mistrz Wspólnoty Narodów w 1987 i 1993. Wicemistrz igrzysk frankofońskich w 1994 i świata juniorów z 1983 roku.
Jego brat Lawrence Holmes również był zapaśnikiem i olimpijczykiem.